# Донбаський державний педагогічний університет
Донбаський держа́вний педагогі́чний університе́т — державний вищий заклад освіти 4-го рівня акредитації у містах Слов'янськ та Бахмут.

## Історія
Університет засновано в 1939 році на базі педагогічного училища як учительський інститут з дворічним терміном навчання. До складу інституту входили два факультети: історичний та філологічний, — на які в перший рік вступили 210 студентів. У 1954 році Слов'янський учительський інститут набуває статусу вищого навчального закладу з п'яти- та чотирирічним терміном навчання та назвою «Слов'янський державний педагогічний інститут».
Наразі Слов'янський державний педагогічний університет акредитовано за четвертим рівнем, до його складу входять дев'ять факультетів: фізико-математичний, технологічний, дошкільної педагогіки та практичної психології, підготовки вчителів початкових класів, дефектологічний, філологічний, фізичного виховання, економіки та управління, психології — та двадцять вісім кафедр. На стаціонарі та заочному відділеннях університету навчаються понад 12 000 студентів та магістрантів.
З метою інтеграції освіти й науки, реалізації системи безперервної освіти при СДПУ створено навчально-науковий педагогічний комплекс: Слов'янський педагогічний університет — середні загальноосвітні школи — дошкільні заклади — Донецький обласний відділ народної освіти. До структури комплексу входить педагогічний ліцей, що працює при університеті.
У 2011 році відбулося об'єдання Слов'янського університету із Горлівським педагогічним інститутом. Новоутворений внз назвали «Донбаський державний педагогічний університет».

## Факультети
- Дефектологічний факультет
- Факультет психології, економіки та управління
- Факультет дошкільної освіти та практичної психології
- Факультет початкової, технологічної та професійної освіти
- Факультет фізичного виховання
- Фізико-математичний факультет
- Філологічний факультет

## Науковці
- Глущенко Володимир Андрійович — завідувач кафедри, заслужений працівник освіти України[4].
- Проскунін Володимир Миколайович — проректор, заслужений працівник освіти України (2019)[5].

## Видатні випускники
Добровольський Олександр Борисович — український історик, публіцист, політичний діяч.